# Dommartin-lès-Cuiseaux
Dommartin-lès-Cuiseaux este o comună în departamentul Saône-et-Loire, Franța. În 2009 avea o populație de 794 de locuitori.

## Evoluția populației
| An        | 1975 | 1982 | 1990 | 1999 | 2006 | 2009 |
| --------- | ---- | ---- | ---- | ---- | ---- | ---- |
| Populație | 776  | 681  | 684  | 636  | 718  | 794  |